# Museo di armi antiche Fosco Baboni
Museo di armi antiche Fosco Baboni è un museo ubicato a Castellucchio, in provincia di Mantova.
È ospitato nella Torre Civica, unica superstite del distrutto castello, risalente al 900. La raccolta è frutto di una donazione al Comune, nel 1987, da parte di Fosco Baboni, appassionato di armi.
La raccolta, composta da 125 pezzi, spazia dalle ad armi del periodo risorgimentale italiano, da pezzi del XVI secolo, armi esotiche, armi dell'America Latina e cimeli della prima guerra mondiale. 